# Viaduto Austregésilo de Athayde
O Viaduto Austregésilo de Athayde é uma construção da cidade de São Paulo, localizada no Brooklin, mais precisamente na Avenida Vereador José Diniz, cruzando a Avenida Jornalista Roberto Marinho. 

## História
Com a implantação da nova linha do Tramway de Santo Amaro em 1913, a Light implantou um pontilhão sobre o córrego Águas Espraiadas. Com o crescimento da cidade, a linha do Tramway passou a ser acompanhada pela Estrada São Paulo-Santo Amaro, aberta por volta de 1932.[carece de fontes?] Apesar da desativação do bonde em 1968, o pontilhão havia sido ampliado e transformado em um pequeno viaduto rodoviário, parte da Avenida Conselheiro Rodrigues Alves. Em 1974 a avenida foi rebatizada Vereador José Diniz.
Em 1986 o ex-prefeito Reinaldo de Barros exercia o cargo de secretário municipal de Obras e Vias Públicas na gestão Jânio Quadros apresentou um pacote de obras viárias que incluíam um túnel sob a Avenida Vereador José Diniz, como parte da futura Avenida Água Espraiada. Por conta de problemas financeiros o projeto não saiu do papel e acabou arquivado. Em dezembro de 1986 o secretário municipal de Obras Walter Bodini anunciou um novo projeto para a Avenida Vereador José Diniz.
Em abril de 1988 foram contratadas junto a empresa Mendes Junior as obras de um complexo viário Águas Espraiadas por 43 milhões de dólares, que incluíam intervenções na Avenida Vereador José Diniz. Assim, o antigo pontilhão acabou implodido em 30 de abril daquele ano. A promessa era de que ele fosse substituído por dois viadutos de 113 m de extensão. As obras seguiram lentamente até serem parcialmente paralisadas durante a gestão Luíza Erundina, por conta da falta de recursos para remover uma favela ali existente.
O viaduto foi inaugurado apenas na gestão Paulo Maluf (em cerimônia em que compareceu o empresário Roberto Marinho) em 1 de outubro de 1993. A ceriônia de inauguração acabou ofuscada por uma tentativa de suicídio no viaduto recém-construído. Posteriormente sem-teto construíram barracos embaixo do viaduto, sendo parcialmente removidos apenas na gestão Marta Suplicy.
Em junho de 2011 foi iniciada a construção da Estação Vereador José Diniz da Linha 17 do metrô, ao lado do viaduto.